# Heitor Pinto
Heitor Pinto, né en 1528 à Covilhã et mort en 1584 à Tolède, est un théologien portugais, un des plus importants commentateurs bibliques de la péninsule ibérique au XVIe siècle.

## Biographie
Heitor Pinto naquit à Covilhã en 1528. Il entra dans l’Ordre de Saint-Jérôme au monastère hiéronymite de Santa Maria de Bélem (Lisbonne) le 8 avril 1543. Ses supérieurs l'envoyèrent en 1546 au collège da Costa à Guimarães puis à l'Université de Coimbra où il étudia le grec et l'hébreu, les belles-lettres et la philosophie ; bachelier ès-Arts en 1553, il étudia ensuite la Bible et la théologie durant cinq ans. Revenu à son monastère, il commença la rédaction de son commentaire sur le livre d'Isaïe. En 1559, il voyage à Rome pour des affaires relatives à son ordre, et il assiste à l’intronisation du pape Pie IV. En 1567, il reçoit le grade de docteur en théologie à l'Université de Sigüenza (province de Guadalajara). Nommé recteur du collège de son ordre à Coimbra, entre 1571 et 1573, il est provincial et prieur de Belén. En 1574, il est nommé au monastère de São Marcos, proche de Coimbra. En 1576 il devient professeur d’Écriture Sainte à l’Université de Coimbra. Patriote opposé à l’invasion du Portugal par l’Espagne de Philippe II, il est contraint à l’exil en Castille, et meurt à Tolède.

## Œuvres
- In Isaiam Prophetam commentaria, Lugduni, 1561 (Lyon, 1567 ; Anvers, 1567 et 1570 ; Cologne, 1572 ; Salamanque, 1581 ; Anvers, 1584 ; Lyon, 1590) ;
- In Ezechielem Prophetam commentaria, Salamanque, 1568 (Anvers, 1570 ; Salamanque, 1574 et 1581 ; Lyon, 1581 ; Anvers, 1582 ; Lyon, 1584 ;
- In divinum vatem Danielem commentarii, Coimbra, 1579 (Venise, 1583 ; Anvers, 1595) ;
- In Danielem, Lamentationes Hieremiae, et Nahum divinos vates commentaria, Cologne, 1582 ;
- Opera omnia latina, Lyon, 1584 et 1590 (Cologne, 1616 ; Paris, 1617).